# Les Filles d'Olfa
Pour plus de détails, voir Fiche technique et Distribution.
Les Filles d'Olfa est un film documentaire franco-tuniso-germano-saoudien réalisé par Kaouther Ben Hania, sorti en 2023.
Le film reçoit le César du meilleur film documentaire en 2024. 

## Synopsis
Olfa, une Tunisienne, est mère de quatre filles. Un jour, ses deux filles aînées disparaissent. Pour combler le vide laissé, la réalisatrice Kaouther Ben Hania invite des actrices professionnelles dans ce qui devait être initialement un documentaire et fait découvrir au spectateur l'histoire de la vie d'Olfa et de ses filles,.

## Fiche technique
- Titre original : Les Filles d'Olfa
- Réalisation et scénario : Kaouther Ben Hania
- Musique : Amine Bouhafa
- Décors : Bessem Marzouk
- Photographie : Farouk Laaridh
- Son : Amal Attia
- Montage : Jean-Christophe Hym, Qutaiba Barhamji, Kaouther Ben Hania
- Production : Nadim Cheikhrouha
- Société de production : Tanit Films, Cinetelefilms, Twenty Twenty vision, Red Sea Film Festival Foundation, ZDF/Arte, Jour2fête
- Sociétés de distribution : 
  - Tunisie : Hakka Film
  - France : Jour2fête
- Pays de production :  France -  Tunisie -  Allemagne -  Arabie saoudite
- Langue originale : arabe
- Format : couleur — 1,85:1 — son 5.1
- Genre : documentaire
- Durée : 110 minutes
- Dates de sortie :
  - France : 19 mai 2023 (Festival de Cannes)[3] ; 5 juillet 2023 (sortie nationale)[4]
  - Belgique : 13 septembre 2023[5]

## Distribution
- Hend Sabri (VFB : Muriel Bersy) : Olfa Hamrouni (surtout pour les scènes difficiles) / (VFB : Audrey d'Hulstère) : elle-même[6]
- Olfa Hamrouni (VFB : Muriel Bersy) : elle-même, la mère (elle interprète aussi sa propre sœur dans une scène)
- Eya Chikhaoui (VFB : Noa Lecot) : elle-même, une des filles d'Olfa
- Tayssir Chikhaoui (VFB : Alayin Dubois) : elle-même, une des filles d'Olfa
- Nour Karoui (VFB : Sophie Frison) : Rahma Chikhaoui / elle-même
- Ichraq Matar (VFB : Marie Du Bled) : Ghofrane Chikhaoui / elle-même
- Majd Mastoura : les hommes (dont Abderrahmane, le mari d'Olfa, et Wissem, l'amant d'Olfa) / (VFB : Philippe Allard) : lui-même

Version française dirigée par Xavier Percy et Claire Beaudoin au studio Transperfect Media, d'après une adaptation des dialogues de Vanessa Azoulay.

## Production
La Tunisienne Olfa Hamrouni a acquis une notoriété internationale en avril 2016 lorsqu'elle a rendu publique la radicalisation de ses deux filles adolescentes, Rahma et Ghofrane Chikhaoui. Les deux adolescentes avaient quitté la Tunisie pour aller combattre aux côtés de Daech en Libye. Hamrouni a publiquement critiqué les autorités tunisiennes pour ne pas avoir empêché sa fille Rahma de quitter le pays et pour ne pas avoir réagi à l'arrestation des deux femmes par les forces libyennes. Hamrouni elle-même aurait été empêchée de quitter le pays pour aller chercher ses filles en Libye par ses propres moyens.

## Distinctions

### Récompenses
- Festival de Cannes 2023[9] :
  - Œil d'or
  - Prix François-Chalais
  - Prix de la Citoyenneté
  - Prix du Cinéma positif
- Festival du film de Munich 2023 : meilleur film international[10]
- César 2024 : meilleur film documentaire[11]

### Nominations
- Oscars 2024 : meilleur film documentaire

### Sélections
- Festival de Cannes 2023 : sélection officielle, en compétition[12]